# VSMPO-AVISMA
VSMPO-AVISMA (russisch ВСМПО-АВИСМА; VSPMO ist die Abkürzung von W(V)erchnessaldinskoje metallurgitscheskoje proiswodstwennoje obedinenije, russisch: Верхнесалдинское металлургическое производственное объединение/ Werchnesaldaer Metallurgische Produktionsvereinigung) ist ein Unternehmen aus Russland mit Firmensitz in Jekaterinburg. Mit einem Unternehmensanteil von 25 % plus einer Aktie besitzt die staatliche Rüstungs- und Technologieholding Rostec eine Sperrminorität.
1998 übernahm VSMPO die Kontrollmehrheit am Unternehmen AVISMA und es wurde der erste Zusammenarbeitsvertrag mit der westlichen Flugzeugindustrie mit dem Flugzeugkonzern Boeing unterzeichnet.
Das Unternehmen ist der weltweit größte Produzent von Titan, im Jahr 2014 wurden 29.264 t produziert. Das größte Werk zur Titanherstellung befindet sich in Werchnjaja Salda. Des Weiteren produziert das Unternehmen Aluminium, Magnesium und Stahllegierungen.
Zu den Vertragspartnern von VSMPO gehören insbesondere Flugzeug- und Raumfahrtunternehmen wie Boeing und Airbus.
Neben seinen Standorten in Russland hat VSMPO Standorte in der Ukraine, England, der Schweiz, Deutschland und in den Vereinigten Staaten.

## Firmenbeteiligungen
- CJSC Tube Works VSMPO-AVISMA
  - Nikopol, Ukraine
- VSMPO-Tirus UK
  - Milton Keynes, Vereinigtes Königreich
- VSMPO-Tirus GmbH
  - Frankfurt am Main, Deutschland
- VSMPO-Tirus US
  - Moon Township, Pennsylvania, Vereinigte Staaten
  - Ontario, Kalifornien, Vereinigte Staaten
  - NF&M International
  - Monaca, Pennsylvania